# Nátán
A Nátán héber eredetű férfinév, a Netanja rövidítése, jelentése: Isten ajándéka, de később a Nátánael rövidüléseként használták. A Bibliában két külön névként szerepelnek.

## Gyakorisága
Az 1990-es években szórványos név, a 2000-es években nem szerepel a 100 leggyakoribb férfinév között.

## Névnapok
- november 9.[2]

## Híres Nátánok, Náthánok
- Nátán, az Ószövetségben szereplő próféta
- Gotthold Ephraim Lessing Bölcs Náthán című drámájának főszereplője